# فدراسیون فوتبال ایران
فدراسیون فوتبال ایران (کوتاه‌شدهٔ انگلیسی: FFIRI، کد فیفا: IRN) یک نهاد غیردولتی است که فوتبال، فوتسال و فوتبال ساحلی را در کشور ایران اداره می‌کند.
فدراسیون فوتبال ایران در سال ۱۲۹۸ هجری خورشیدی (۱۹۲۰ میلادی) تأسیس شده، از سال ۱۹۴۸ عضو فیفا و از سال ۱۹۵۴ عضو ای‌اف‌سی می‌باشد. فدراسیون فوتبال ایران همچنین عضو مؤسس فدراسیون فوتبال غرب آسیا در سال ۲۰۰۱ بوده‌است، نهادی که در سال ۲۰۱۴ از عضویت آن خارج شد و با اقدام به تأسیس فدراسیون فوتبال آسیای مرکزی به عضویت آن درآمد. این نهاد، دارندهٔ قانونی برند و نماد بازرگانی تیم ملی فوتبال ایران است و این تیم را سازمان‌دهی می‌کند.
در تاریخ ۲ آذر ۱۳۸۵ (فیفا)، فدراسیون ایران را از حضور در میدان‌های بین‌المللی محروم ساخت.
روز دوشنبه ۲۷ مرداد ۱۳۹۹ در پی شکایت سرمربی سابق تیم ملی فوتبال، فیفا، فدراسیون فوتبال جمهوری اسلامی ایران را به پرداختن غرامت ۶ میلیون و ۱۳۷ یورویی به وی محکوم کرد و همچنین در روز ۱۰ اسفند ۱۳۹۹، شهاب الدین عزیزی خادم به سمت ریاست این فدراسیون انتخاب و در تاریخ ۲۸ بهمن ۱۴۰۰ با رای اکثریت هیئت رئیسه برکنار شد.

## تاریخچه
فدراسیون فوتبال ایران در سال ۱۲۹۸ هجری خورشیدی تأسیس شده‌است. این فدراسیون، از سال ۱۹۴۸ عضو فیفا و از سال ۱۹۵۴ عضو ای‌اف‌سی شد. فدراسیون فوتبال ایران همچنین عضو بنیان‌گذار فدراسیون فوتبال غرب آسیا در سال ۲۰۰۱ بوده‌است، نهادی که در سال ۲۰۱۴ از عضویت آن خارج شد و با اقدام به تأسیس فدراسیون فوتبال آسیای مرکزی به عضویت آن درآمد.
در سال ۱۳۸۶، اساسنامهٔ این فدراسیون، توسط گروهی شش نفره از نمایندگان دولت جمهوری اسلامی ایران و فیفا، نگارش شد و کیومرث هاشمی، عضو پیشین هیئت رییسهٔ فدراسیون فوتبال جمهوری اسلامی ایران، در پیش‌گفتار اساسنامه، نوشت: این نهاد مستقل و غیردولتی است. چیزی که بعداً از آن، به عنوان کلاهبرداری و فریب فیفا، یاد شد.
در ژوئیهٔ ۲۰۲۰، گزارشی از اظهارات یک کارشناس حقوقی فوتبال ایران منتشر شد که اعلام کرده بود که فدراسیون فوتبال ایران، برای اصلاح اساسنامهٔ خود در سال ۲۰۱۸ م، اساسنامهٔ فدراسیون کشور کویت را به شکل خلاصه، «کپی پیست» کرده‌است و به فیفا فرستاده‌است. در واقع، در این دوران، فیفا با برگزاری انتخابات فدراسیون فوتبال ایران، پیش از اصلاح اساسنامهٔ آن مخالف بود و پیشنهاد شد که اساسنامهٔ فدراسیون فوتبال ایران، دگرگون شود. فیفا بیش از ۸۰ ایراد به اساسنامهٔ اصلی فدراسیون فوتبال جمهوری اسلامی ایران، گرفته بود. روند دگرگونی اساسنامهٔ فدراسیون فوتبال ایران، به دلایل بسیاری، زیر بار حاشیه‌ها رفت. همچنین پیش از این، علی کفاشیان رئیس پیشین فدراسیون فوتبال ایران، از فریب دادن فیفا سخنانی گفته بود و یک کارشناس فوتبال نیز در ایران، اعلام داشت که اساسنامهٔ فدراسیون فوتبال کویت توسط فدراسیون فوتبال ایران کپی و به فدراسیون بین‌المللی فوتبال، فیفا، فرستاده شده‌است. همچنین نمایی از این اساسنامهٔ تازه به نمایش آمد که در نگارش آن، اشکالاتی دیده می‌شد؛ در نوشتار اساسنامهٔ فدراسیون فوتبال کویت، به جای واژهٔ KFF از IRIFF استفاده شد اما فونت کوته‌نوشت نام فدراسیون فوتبال ایران، با بقیهٔ نوشتار، فرق داشت. همچنین در بخشی نیز، نام کویت همچنان باقی مانده بود و از دید ویرایشگران فدراسیون فوتبال جمهوری اسلامی ایران، پنهان مانده بود.
فدراسیون فوتبال ایران در نوامبر ۲۰۲۴ دو دستگاه جدید VAR را خریداری نمود و وارد ایران کرد تا به زودی در بازی های باشگاهی مورد استفاده و بهره برداری قرار گیرد.

## هیئت‌رئیسه کنونی
| پست                                    | نام                |
| -------------------------------------- | ------------------ |
| رئیس                                   | مهدی تاج           |
| دبیرکل                                 | هدایت ممبینی       |
| نایب‌رئیس اول                           | مهدی محمدنبی       |
| نایب‌رئیس دوم                           | حیدر بهاروند       |
| نایب‌رئیس سوم و نایب‌رئیس بانوان         | فریده شجاعی        |
| عضو هیئت‌رئیسه و نماینده هیئت‌های استانی | طهمورث حیدری       |
| عضو هیئت‌رئیسه و نماینده هیئت‌های استانی | علی طاهری          |
| عضو هیئت‌رئیسه و نماینده باشگاه‌ها       | علی خطیر           |
| عضو هیئت‌رئیسه و نماینده باشگاه‌ها       | محمد اسفندیارپور   |
| عضو هیئت‌رئیسه و کارشناس                | فرزین دبیری اسکویی |
| عضو هیئت‌رئیسه و کارشناس                | سید حجت کریمی      |
| عضو هیئت‌رئیسه و کارشناس                | محمدرحمان سالاری   |

## رؤسای فدراسیون
- فهرست رؤسای فدراسیون فوتبال ایران از ابتدا تاکنون:[۱۴]

| دوره | رئیس                         | آغاز خدمت        | پایان خدمت       | توضیحات |
| ---- | ---------------------------- | ---------------- | ---------------- | --- |
| ۱    | علی کنی                      | ۱۲ اسفند ۱۳۲۵    | ۲۹ خرداد ۱۳۲۹    | نایب قهرمانی تیم ملی فوتبال ایران در بازی‌های آسیایی ۱۹۵۱- بعلت بیماری استعفا داد |
| ۲    | هدایت‌الله گیلانشاه           | ۳۰ خرداد ۱۳۲۹    | آذر ۱۳۳۱         | |
| ۳    | محسن حداد                    | آذر ۱۳۳۱         | ۷ مهر ۱۳۳۲       | |
| ۴    | حسین سیاسی                   | ۸ مهر ۱۳۳۲       | ۲۵ آبان ۱۳۳۳     | |
| (۳)  | محسن حداد                    | ۲۶ آبان ۱۳۳۳     | ۳ آبان ۱۳۳۴      | دومین‌بار |
| (۴)  | حسین سیاسی                   | ۴ آبان ۱۳۳۴      | ۲۵ بهمن ۱۳۳۴     | دومین‌بار- استعفا کرد. |
| (۱)  | علی کنی                      | ۲۶ بهمن ۱۳۳۴     | ۳ آبان ۱۳۳۵      | دومین بار |
| ۵    | مصطفی سلیمی                  | ۴ آبان ۱۳۳۵      | تیر ۱۳۳۶         | |
| ۶    | حسینعلی مبشر                 | ۲۵ مرداد ۱۳۳۶    | ۲۴ آذر ۱۳۳۷      | |
| ۷    | مصطفی مکری                   | ۲۵ آذر ۱۳۳۷      | ۱۰ مرداد ۱۳۳۹    | |
| ۸    | ذبیح‌الله خبیری               | ۱۱ مرداد ۱۳۳۹    | آبان ۱۳۴۰        | |
| ۹    | حسین سرودی                   | دی ۱۳۴۰          | ۳۰ مهر ۱۳۴۱      | |
| (۶)  | حسینعلی مبشر                 | یکم آبان ۱۳۴۱    | ۱۳ دی ۱۳۴۵       | دومین‌بار صعود به المپیک تابستانی ۱۹۶۴ نایب قهرمانی تیم ملی فوتبال ایران در بازی‌های آسیایی ۱۹۶۶                                                                                       |
| (۹)  | حسین سرودی                   | ۱۴ دی ۱۳۴۵       | ۶ فروردین ۱۳۴۷   | دومین‌بار |
| (۷)  | مصطفی مکری                   | ۷ فروردین ۱۳۴۷   | ۲ تیر ۱۳۵۱       | دومین‌بار قهرمان جام ملت‌های آسیا ۱۹۶۸ و جام ملت‌های آسیا ۱۹۷۲ صعود به المپیک ۱۹۷۲ |
| ۱۰   | کامبیز آتابای                | ۳ تیر ۱۳۵۱       | ۱۵ مهر ۱۳۵۷      | رئیس کنفدراسیون فوتبال آسیا (۱۰ مرداد ۱۳۵۵–۱۸ آذر ۱۳۵۷) صعود به جام جهانی فوتبال ۱۹۷۸ صعود به المپیک ۱۹۷۶ قهرمان جام ملت‌های آسیا ۱۹۷۶ تأسیس جام تخت جمشید قهرمان بازی‌های آسیایی ۱۹۷۴ |
| —    | هوشنگ دیده‌بان (سرپرست)       | ۱۶ مهر ۱۳۵۷      | ۲۲ بهمن ۱۳۵۷     | |
| —    | شورای مدیریت فدراسیون فوتبال | ۱۱ تیر ۱۳۵۸      | ۱۷ مهر ۱۳۵۸      | شورای ۳ نفری متشکل از(مسعود برومند، ناصر نوآموز، منصور امیرآصفی) |
| ۱۱   | ناصر نوآموز                  | ۱۸ مهر ۱۳۵۸      | ۱۴ مهر ۱۳۵۹      | اولین رئیس فدراسیون پس از انقلاب صعود به المپیک ۱۹۸۰ اما تحریم آن مقام سوم در جام ملت‌های آسیا ۱۹۸۰                                                                                   |
| ۱۲   | هادی طاووسی                  | ۱۵ مهر ۱۳۵۹      | ۱۵ مرداد ۱۳۶۰    | |
| ۱۳   | حسین آبشناسان                | ۲۷ مرداد ۱۳۶۰    | ۲ اسفند ۱۳۶۰     | |
| ۱۴   | حسین راغفر                   | ۳ اسفند ۱۳۶۰     | ۱۰ شهریور ۱۳۶۱   | جوان‌ترین رئیس فدراسیون تمام ادوار تاریخ فوتبال ایران. در ۲۸ سالگی به ریاست فدراسیون رسید                                                                                             |
| (۱۳) | حسین آبشناسان                | ۱۱ شهریور ۱۳۶۱   | ۲۲ اردیبهشت ۱۳۶۲ | دومین‌بار |
| ۱۵   | بهروز صحابه تبریزی           | ۲۳ اردیبهشت ۱۳۶۲ | ۲۲ دی ۱۳۶۴       | |
| ۱۶   | سید نصرالله سجادی            | ۲۳ دی ۱۳۶۴       | ۷ بهمن ۱۳۶۵      | |
| ۱۷   | علی‌محمد مرتضوی               | ۸ بهمن ۱۳۶۵      | ۵ آبان ۱۳۶۶      | |
| ۱۸   | محمدرضا پهلوان               | ۶ آبان ۱۳۶۶      | ۲۶ شهریور ۱۳۶۸   | مقام سوم در جام ملت‌های آسیا ۱۹۸۸ |
| (۱۱) | ناصر نوآموز                  | ۲۷ شهریور ۱۳۶۸   | ۱۶ تیر ۱۳۷۲      | دومین‌بار قهرمان بازی‌های آسیایی ۱۹۹۰ تأسیس لیگ آزادگان |
| ۱۹   | محمد صفی‌زاده                 | ۲۲ تیر ۱۳۷۲      | ۳۱ فروردین ۱۳۷۳  | |
| ۲۰   | امیر عابدینی                 | ۱ اردیبهشت ۱۳۷۳  | ۲ آبان ۱۳۷۳      | |
| ۲۱   | داریوش مصطفوی                | ۳ آبان ۱۳۷۳      | ۲ دی ۱۳۷۶        | مقام سوم جام ملت‌های آسیا ۱۹۹۶ صعود به جام جهانی فوتبال ۱۹۹۸ |
| ۲۲   | محسن صفایی فراهانی           | ۳ دی ۱۳۷۶        | ۲۱ شهریور ۱۳۸۱   | قهرمان بازی‌های آسیایی ۱۹۹۸ و بازی‌های آسیایی ۲۰۰۲ تأسیس لیگ برتر خلیج فارس جایزه بازی‌های جوانمردانه ۱۹۹۸                                                                              |
| ۲۳   | محمد دادکان                  | ۲۲ شهریور ۱۳۸۱   | ۴ تیر ۱۳۸۵       | مقام سوم در جام ملت‌های آسیا ۲۰۰۴ صعود به جام جهانی فوتبال ۲۰۰۶ مقام سوم در بازی‌های آسیایی ۲۰۰۶                                                                                       |
| —    | کیومرث هاشمی (سرپرست)        | ۵ تیر ۱۳۸۵       | دی ۱۳۸۵          | |
| (۲۲) | محسن صفایی فراهانی           | دی ۱۳۸۵          | ۱۸ دی ۱۳۸۶       | دومین‌بار کمیته انتقالی به انتخاب فیفا |
| ۲۴   | علی کفاشیان                  | ۱۹ دی ۱۳۸۶       | ۱۸ اردیبهشت ۱۳۹۵ | صعود به جام جهانی فوتبال ۲۰۱۴ بهترین فدراسیون فوتبال آسیا در سال‌های ۲۰۰۸ و ۲۰۱۲صعود تیم‌های ملی نوجوانان و جوانان مشترک به جام جهانی ۲۰۱۷ از موفقیت‌های فدراسیون وی یادکرد             |
| ۲۵   | مهدی تاج                     | ۱۸ اردیبهشت ۱۳۹۵ | ۸ دی ۱۳۹۸        | صعود به جام جهانی فوتبال ۲۰۱۸ ضرر ۶ میلیون یورویی حاصل از غرامت مارک ویلموتس |
| —    | حیدر بهاروند (سرپرست)        | ۹ دی ۱۳۹۸        | ۱۰ اسفند ۱۳۹۹    | |
| ۲۶   | شهاب‌الدین عزیزی خادم         | ۱۰ اسفند ۱۳۹۹    | ۲۸ بهمن ۱۴۰۰     | سریعترین و ارزان‌ترین صعود به جام جهانی فوتبال ۲۰۲۲ نخستین صعود تیم ملی فوتبال زنان ایران به جام ملت‌های آسیا                                                                          |
| —    | سید میرشاد ماجدی (سرپرست)    | ۲۸ بهمن ۱۴۰۰     | ۸ شهریور ۱۴۰۱    | |
| (۲۵) | مهدی تاج                     | ۸ شهریور ۱۴۰۱    | در حال تصدی      | دومین‌ و سومین بار و صعود به جام جهانی |

## عضویت در نهادهای بین‌المللی
| نهاد                        | تاریخ عضویت                     |
| --------------------------- | ------------------------------- |
| فیفا                        | از ۱۳۲۷ (۷۷ سال پیش)            |
| کنفدراسیون فوتبال آسیا      | از ۱۳۳۷ (۶۷ سال پیش)            |
| فدراسیون فوتبال غرب آسیا    | ۱۳۸۰–۱۳۹۳ (۱۳ سال) (عضو مؤسس)   |
| فدراسیون فوتبال آسیای مرکزی | از ۱۳۹۳ (۱۰ سال پیش) (عضو مؤسس) |

## جوایز دریافتی
| جایزه                                                              | سال دریافت | اهداکننده                  | منابع  |
| ------------------------------------------------------------------ | ---------- | -------------------------- | ------ |
| بازی‌های جوانمردانه مشترک با فدراسیون آمریکا و ایرلند شمالی         | ۱۹۹۸       | فدراسیون جهانی فوتبال فیفا | [ ۵۵ ] |
| بهترین فدراسیون فوتبال سال آسیا AFC Member Association of the Year | ۲۰۰۸       | کنفدراسیون فوتبال آسیا AFC | [ ۵۶ ] |
| بهترین فدراسیون فوتبال سال آسیا AFC Member Association of the Year | ۲۰۱۲       | کنفدراسیون فوتبال آسیا AFC | [ ۵۷ ] |

## تیم‌های زیرمجموعه
در زیر فهرستی از تیم‌های ملی ایران که زیر نظر کمیته تیم‌های ملی فدراسیون فوتبال ایران فعالیت می‌کنند و در ویکی‌پدیای فارسی مقاله دارند می‌آید:

### مردان

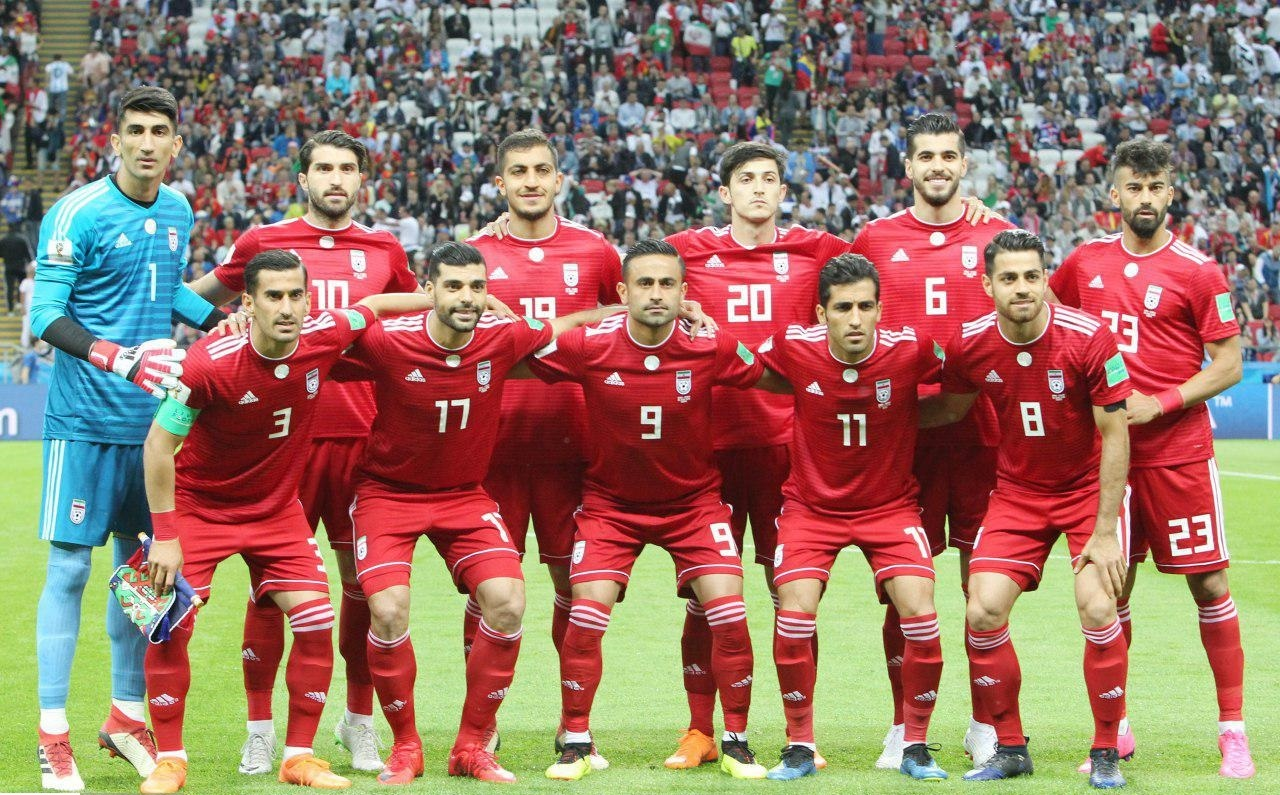
تیم ملی فوتبال مردان ایران در ردهٔ سنی بزرگسال در برابر اسپانیا در جام جهانی فوتبال ۲۰۱۸

فوتبال
- بزرگسالان
- امید
- جوانان
- نوجوانان
- نونهالان

فوتسال
- بزرگسالان
- امید
- جوانان
- نوجوانان
- نونهالان

فوتبال ساحلی
- بزرگسالان
- امید
- جوانان

### زنان
فوتبال
- بزرگسالان

فوتسال
- بزرگسالان

## مسابقات برگزارشده
مردان
- لیگ برتر فوتبال ایران (لیگ برتر خلیج فارس)
- لیگ دسته ۱ فوتبال ایران (لیگ آزادگان)
- لیگ دسته ۲ فوتبال ایران
- لیگ دسته ۳ فوتبال ایران
- جام حذفی فوتبال ایران
- سوپر جام فوتبال ایران
- لیگ برتر فوتسال ایران
- لیگ برتر فوتبال ساحلی ایران

زنان
- لیگ برتر فوتبال بانوان ایران
- لیگ برتر فوتسال بانوان ایران

## موارد قانونی و کشمکش‌ها

### تعلیق
در تاریخ ۲ آذر ماه ۱۳۸۵ فدراسیون بین‌المللی فوتبال (فیفا)، فدراسیون فوتبال ایران را از حضور در میدان‌های بین‌المللی محروم ساخت. کمیته ویژه فیفا متشکل از روسای این سازمان و یک نماینده از هر قاره، با تشکیل یک جلسه اضطراری فوتبال ایران را به دلیل دخالت مسائل سیاسی در امور این فدراسیون و خدشه به قانون شماره ۱۷ و تبصره‌های آن، از حضور در کلیه صحنه‌های بین‌المللی محروم کرد. در پی حضور نسبتاً ناکام تیم ملی فوتبال ایران در جام جهانی ۲۰۰۶ آلمان، هنوز تیم ملی به ایران بازنگشته بود که خبر رسید محمد دادکان، رئیس وقت فدراسیون فوتبال ایران از سوی محمد علی‌آبادی، رئیس وقت سازمان تربیت بدنی برکنار شده‌است. خطای بزرگی که می‌رفت تا فوتبال ایران را به تعلیق در عرصه جهانی بکشاند، چرا که عزل و نصب‌ها در فدراسیون، سال هاست که طبق مقررات فیفا، نه بر اساس اراده دولت‌ها که بر اساس تصمیم مجمع هر فدراسیون اتخاذ می‌شود در حالیکه بعدها معلوم شد این تصمیم بخاطر زیاده خواهی دولتی‌ها و عزم آنها برای در اختیار گرفتن ریاست فدراسیون فوتبال بوده‌است.محمد دادکان در گفتگویی در تاریخ ۷ مهر ۱۳۹۵ افشا کرد که محمد علی‌آبادی می‌خواسته علی دایی، یحیی گل محمدی و سهراب بختیاری زاده را از تیم ملی خط بزند. علی‌آبادی در آن روزها رئیس سازمان تربیت بدنی بود و میل وافری به حضور در فوتبال داشت که البته دادکان این اجازه را به او نداد و در نهایت شغل خود را از دست داد. سرانجام پس از رایزنی‌های مقامات ورزش ایران با فیفا، فدراسیون بین‌المللی فوتبال با تشکیل کمیته‌ای شش نفره و ارایهٔ فرصتی ۱۰۰ روزه به فدراسیون فوتبال ایران خواستار اصلاح اساس‌نامهٔ این فدراسیون شد. سپ بلاتر رئیس فدراسیون بین‌المللی فوتبال در تاریخ ۲۴ آذر ۱۳۸۵ اعلام کرد: فیفا تعلیق بین‌المللی ایران را لغو کرد، سپ بلاتر گفت: تصمیم فیفا برای لغو تعلیق فوتبال ایران پس از ۱۱ ساعت مذاکره قبل از مراسم قرعه‌کشی جام ملت‌های آسیا در سال ۲۰۰۷ صورت پذیرفت.

### پرداخت غرامت به مارک ویلموتس
روز دوشنبه ۲۷ مرداد ۱۳۹۹ در پی شکایت سرمربی پیشین تیم ملی فوتبال ایران، مارک ویلموتس، فدراسیون جهانی فوتبال، فدراسیون فوتبال جمهوری اسلامی ایران را به پرداختن غرامت ۶ میلیون و ۱۳۷ یورویی به وی محکوم کرد.